# Діпак Тхакур
Діпак Тхакур (28 грудня 1980) — індійський хокеїст на траві.
Учасник Олімпійських Ігор 2000, 2004 років.
Срібний призер Ігор Співдружності 2010 року.
Срібний призер Азійських ігор 2002 року.
Чемпіон Азії 2003 року, бронзовий призер 1999 року.
Чемпіон світу з хокею на траві серед юніорів 2001 року.